# Junkers F 13

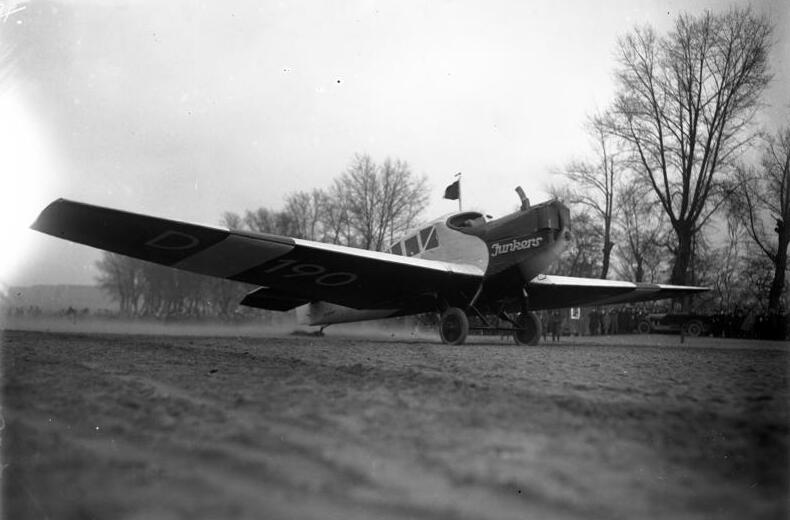
Un F 13 in fase di decollo.

Lo Junkers F 13 (designazione aziendale J 13, venduto negli Stati Uniti dalla Junkers-Larsen Aircraft Corporation come JL-6) fu un aereo di linea monomotore, monoplano ad ala bassa sviluppato dalla divisione aeronautica dell'azienda tedesca Junkers nei tardi anni dieci del XX secolo.
Prodotto dal 1919 al 1932 e caratterizzato principalmente dalla superficie in metallo ondulato, tecnologia comune ai primi modelli Junkers, fu uno dei più rappresentativi modelli di velivolo destinati al mercato dell'aviazione commerciale del primo dopoguerra e il primo aereo commerciale completamente metallico avviato alla produzione in serie.

## Storia del progetto
Con la conclusione della prima guerra mondiale, il cui termine avverso all'Impero tedesco comportò lo smembramento dei suoi territori e la creazione della Repubblica di Weimar, l'aviazione tedesca venne pesantemente ridimensionata come previsto dalle clausole imposte dal Trattato di Versailles. I modelli militari vennero quasi interamente distrutti e i sopravvissuti furono smilitarizzati e, con opportune modifiche, ricondizionati per un uso esclusivamente civile, tuttavia i modelli che permettessero il trasporto di un sostanziale numero di passeggeri erano quasi inesistenti. In quest'ambito alcune aziende tedesche avviarono lo sviluppo di modelli specifici progettati fin dall'inizio per poter essere utilizzati in questo ruolo.
Hugo Junkers, proprietario dell'azienda che portava il suo nome con sede a Dessau, incaricò il suo ingegnere capo Otto Reuter, direttore del suo ufficio tecnico, di progettare un modello concettualmente moderno da poter proporre alle emergenti compagnie aeree nazionali. Reuter, che aveva già collaborato allo sviluppo dei caccia monoplani Junkers J 3 e J 7, sfruttò l'esperienza acquisita nel realizzare velivoli interamente metallici avviò il progetto di un modello che ne manteneva le caratteristiche generali: monomotore, monoplano ad ala bassa a sbalzo con cabina di pilotaggio aperta, scompartimento passeggeri chiuso e carrello d'atterraggio fisso.

## Utilizzatori

### Civili
Austria

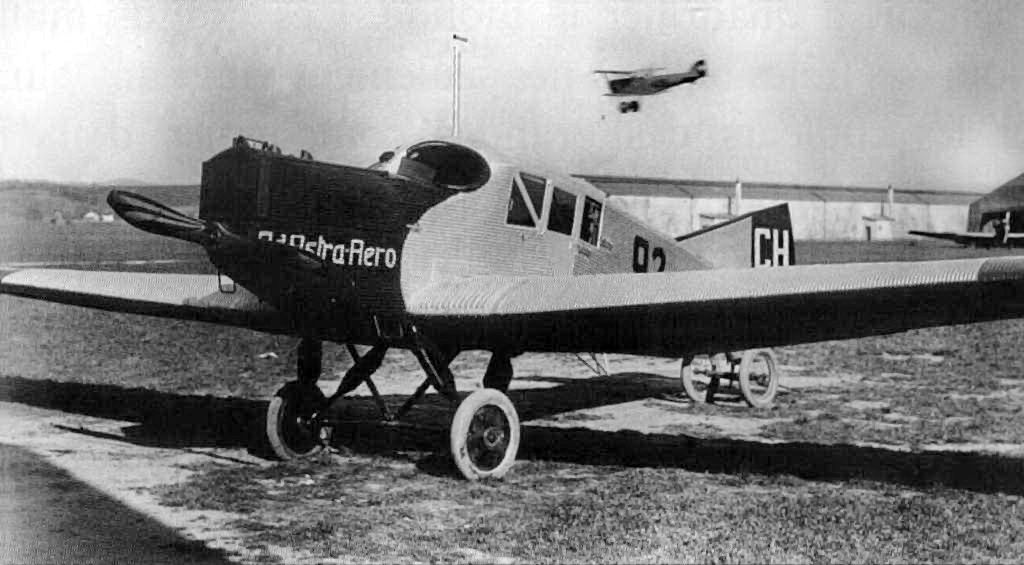
Lo Junker F 13 marche CH 92 della compagnia aerea svizzera Ad Astra Aero.

- ÖLAG (Österreichishe Luftverkehrs AG)

operò con 24 esemplari
 Bolivia
- Lloyd Aéreo Boliviano

 Brasile
- Syndicato Condor S/A

 Cina
 Colombia
- SCADTA

 Finlandia
- Aero Airways (la futura Finnair).

 Francia
 Germania
- Junkers Luftverkehr
- Deutsche LuftHansa (DHL)

circa 110 esemplari operanti principalmente con la Deutsche LuftHansa.
[[File:
Flag of the Soviet Union (1936 – 1955).svg|class=noviewer|
Unione Sovietica (bandiera)|border|20x16px]] Germania-Unione Sovietica
- Deruluft

 Giappone
 Italia
- Ala Littoria
- Società Anonima di Navigazione Aerea Transadriatica

 Islanda
- Flugfélag Íslands

3 esemplari operanti nel periodo 1928-1931
 Lituania
 Polonia
- Aerotarg
- Polskie Linie Lotnicze LOT

16 esemplari utilizzati da varie compagnie aeree nel periodo 1922-1936.
 Regno Unito
5 esemplari con registrazioni civili utilizzati negli anni trenta
 Romania
- LARES

operò con quattro esemplari.
 Svezia
 Svizzera
- Ad Astra Aero

almeno 4 esemplari (matricola civile CH-91/92/93/94) operanti tra il 1919 e probabilmente il 1930.
 Turchia
- Turkish Air Post (THP)

2 esemplari con matricola civile operanti nel periodo 1933-1938 con la THP (precursore della Turkish Airlines).
 Ungheria
- Aeroexpress

operò con 6 esemplari tra il 1923 ed il 1927
 Stati Uniti
- United States Post Office

 Sudafrica
- South African Airways

operò con quattro esemplari tra il 1934 e il 1940.
- Union Airways of South Africa[3]

 Unione Sovietica
- Aviaarktika[4]

### Militari
Afghanistan
- Afghan Military Air Arm

operò con 4 esemplari tra il 1924 ed il 1928.
 Cina
- Chung-Hua Min-Kuo K'ung-Chün

 Colombia
- Fuerza Aérea Colombiana

 RSFS Russa
- Raboče-Krest'janskij Krasnyj vozdušnyj flot

 Turchia
- Hava Müsteşarlığı

3 esemplari con matricola militare operativi nel periodo 1925-1933. Un esemplare dotato di apparecchiatura fotografica per la rilevazione aerea operò per conto del Turkish Mapping Command nel periodo 1933-1938 (serie No: 882).
 Unione Sovietica
- Voenno-vozdušnye sily

### Riviste
- (EN) The Junkers (German) Touring Monoplane, in Flight, No. 566 (No. 44, Vol. XI.), 30 ottobre 1919,  p. 1434.